# 脱毛
脱毛（だつもう、英: Hair loss; alopecia; baldness）は、現象として人もしくはそれ以外の動物に生えている毛の一部ないし全部が抜けてなくなることである。しかし意志とは無関係である疾患や生理現象としての禿げ（はげ）と、意図的に除去することは異なる性質のものとして理解すべきである。東洋医学では髪墜と呼ばれる。

## ヒトの脱毛

### 禿げについて
脱毛症もしくはいわゆる禿げとは、加齢や病気などによって、頭や身体の毛が抜け落ちること。ある割合の男性は加齢により自然に髪が少なくなって、いわゆる禿げとなる。これは男性ホルモンのアンドロゲンの働きによるものである。女性でもこのホルモンがわずかに分泌されるため、年をとるにつれて髪の分け目が薄くなり頭皮が見えやすくなることもある。
抗生物質などの薬の副作用でも脱毛が起こり、患者に精神的負担をもたらす（QOLの低下）。主に頭髪において失った毛を補いたい場合、かつらや植毛の技術などが用いられる。そして進行を抑えるための育毛剤なども開発されている。原因となる皮膚疾患やその他の病気を治療することも重要である。
なお、もともと生えていた毛を失う、生まれつき発毛がないか、あってもわずかな場合は無毛症として区別される。

### ストレスの関連性
近年でも、ストレスが関連していると指摘されている。

### 毛の無い状態の言語表現
いわゆる禿げた頭と毛がなくなった皮膚には、いずれに対しても「つるつる」や「つるぴか」など、同じ擬態語が異なった文脈の中で用いられる。また、思春期を過ぎても陰毛が生えていないか、極端に少ない女性は俗にパイパンと呼ばれる（しばしば猥褻なニュアンスを伴う）。本来は無毛症に対して用いられる言葉であるが、剃毛によって陰毛を取り除いた女性もパイパンと呼ばれることがある。無毛症とは同一ではないが。このような例のように、言語の用法においてはあえて区別されないこともしばしばある。

## ヒト以外の脱毛
季節により毛が生え変わる哺乳類や鳥がいる。
また、アトピー性皮膚炎、アレルギー性皮膚炎、感染症などで抜ける場合もある。